# 杂性治疝草
杂性治疝草（学名：Herniaria polygama）为石竹科治疝草属下的一个种。